# Union soviétique aux Jeux olympiques
L'Union soviétique a participé pour la première fois aux Jeux olympiques en 1952 et a participé à 18 éditions des Jeux depuis lors. À six de ses neuf apparitions aux Jeux olympiques d'été, l'équipe d'URSS s'est classée première au classement des médailles et deuxième lors des 3 autres éditions. Aux Jeux olympiques d'hiver, l'Union soviétique a aussi remporté sept fois le classement des médailles et a terminé deuxième les deux autres fois.
Les Jeux d'été de 1952 à Helsinki ont été les premiers Jeux à accueillir des athlètes soviétiques. Le 20 juillet 1952, la première médaille d'or olympique de l'histoire du sport soviétique a été remporté par Nina Romashkova au lancer du disque. Le meilleur lancer de Romashkova (51,42 m) était le nouveau record olympique.
Les Jeux d'hiver de 1956 à Cortina d'Ampezzo ont vu la première apparition des athlètes soviétiques aux Jeux d'hiver. Ljubov Kozyreva remporte le premier titre soviétique dans ces Jeux en gagnant le 10 km en ski de fond.
L'URSS a accueilli les Jeux olympiques d'été de 1980 à Moscou. Ces jeux ont été boycottés par les États-Unis et de nombreux autres pays. En réponse, l'URSS boycottait les Jeux olympiques d'été de 1984 à Los Angeles.
En 1992, douze des quinze républiques d'ex-URSS ont participé ensemble en tant qu'équipe unifiée aux Jeux d'été de Barcelone. À cette occasion, les athlètes ont défilé sous la bannière olympique, terminant premier au classement des médailles. La même année, l'équipe unifiée (représentée par des athlètes de sept républiques) avait également participé aux Jeux d'hiver d'Albertville, terminant deuxième au classement des médailles.

## Comité international olympique
Le comité national olympique d'URSS a été fondé le 21 avril 1951 et a été reconnu par le CIO lors de sa 45e session le 7 mai 1951. La même année, lorsque le représentant soviétique, Constantin Andrianov, est devenu membre du CIO, l'URSS a officiellement rejoint le Mouvement olympique.
Bien que l'URSS cessa d'exister le 26 décembre 1991, le comité olympique d'URSS a formellement existé jusqu'au 12 mars 1992, quand il fut dissous.

## Tableau des médailles

### Par année

Médailles obtenues par l'URSS aux jeux olympiques d'été entre 1952 et 1992. Pour 1984, l'URSS ne participe pas aux Jeux olympiques d'été. Pour 1992, le total correspond à la somme des médailles de l'Équipe unifiée aux Jeux olympiques d'été de 1992.

Médailles obtenues par l'URSS aux jeux olympiques d'hiver entre 1956 et 1992. Pour 1992, le total correspond à la somme des médailles de l'Équipe unifiée aux Jeux olympiques d'été de 1992.

| Année            | Athlètes          | Médaille d'or, Jeux olympiques | Médaille d'argent, Jeux olympiques | Médaille de bronze, Jeux olympiques | Total             | Rang              |
| Helsinki 1952    | 295               | 22                             | 30                                 | 19                                  | 71                | 2e                |
| Melbourne 1956   | 283               | 37                             | 29                                 | 32                                  | 98                | 1er               |
| Rome 1960        | 284               | 43                             | 29                                 | 31                                  | 103               | 1er               |
| Tokyo 1964       | 319               | 30                             | 31                                 | 35                                  | 96                | 2e                |
| Mexico 1968      | 313               | 29                             | 32                                 | 30                                  | 91                | 2e                |
| Munich 1972      | 373               | 50                             | 27                                 | 22                                  | 99                | 1er               |
| Montréal 1976    | 410               | 49                             | 41                                 | 35                                  | 125               | 1er               |
| Moscou 1980      | 489               | 80                             | 69                                 | 46                                  | 195               | 1er               |
| Los Angeles 1984 | N'a pas participé | N'a pas participé              | N'a pas participé                  | N'a pas participé                   | N'a pas participé | N'a pas participé |
| Séoul 1988       | 481               | 55                             | 31                                 | 46                                  | 132               | 1er               |
| Total            | 3247              | 395                            | 319                                | 296                                 | 1010              | 2e                |

| Année                  | Athlètes | Médaille d'or, Jeux olympiques | Médaille d'argent, Jeux olympiques | Médaille de bronze, Jeux olympiques | Total | Rang |
| Cortina d'Ampezzo 1956 | 55       | 7                              | 3                                  | 6                                   | 16    | 1er  |
| Squaw Valley 1960      | 62       | 7                              | 5                                  | 9                                   | 21    | 1er  |
| Innsbruck 1964         | 69       | 11                             | 8                                  | 6                                   | 25    | 1er  |
| Grenoble 1968          | 74       | 5                              | 5                                  | 3                                   | 13    | 2e   |
| Sapporo 1972           | 78       | 8                              | 5                                  | 3                                   | 16    | 1er  |
| Innsbruck 1976         | 79       | 13                             | 6                                  | 8                                   | 27    | 1er  |
| Lake Placid 1980       | 86       | 10                             | 6                                  | 6                                   | 22    | 1er  |
| Sarajevo 1984          | 99       | 6                              | 10                                 | 9                                   | 25    | 2e   |
| Calgary 1988           | 101      | 11                             | 9                                  | 9                                   | 29    | 1er  |
| Total                  | 703      | 78                             | 57                                 | 59                                  | 194   | 4e   |

### Par sport
L'athlétisme et la gymnastique en été et le ski de fond et le patinage de vitesse en hiver sont les sports qui ont rapporté le plus de récompenses aux sportifs d'Union soviétique.
| Place | Sport              | Médaille d'or, Jeux olympiques | Médaille d'argent, Jeux olympiques | Médaille de bronze, Jeux olympiques | Total | Rang |
| 1     | Gymnastique        | 73                             | 67                                 | 44                                  | 184   | 1er  |
| 2     | Athlétisme         | 65                             | 55                                 | 75                                  | 195   | 2e   |
| 3     | Lutte              | 62                             | 31                                 | 23                                  | 116   | 1er  |
| 4     | Haltérophilie      | 39                             | 21                                 | 2                                   | 62    | 1er  |
| 5     | Canoë-Kayak        | 29                             | 13                                 | 9                                   | 51    | 1er  |
| 6     | Escrime            | 18                             | 15                                 | 16                                  | 49    | 4e   |
| 7     | Tir                | 17                             | 15                                 | 17                                  | 49    | 3e   |
| 8     | Boxe               | 14                             | 19                                 | 18                                  | 51    | 5e   |
| 9     | Natation           | 13                             | 21                                 | 26                                  | 60    | 9e   |
| 10    | Aviron             | 12                             | 20                                 | 10                                  | 42    | 6e   |
| 11    | Cyclisme           | 11                             | 4                                  | 8                                   | 23    | 8e   |
| 12    | Volley-ball        | 7                              | 4                                  | 1                                   | 13    | 1er  |
| 12    | Équitation         | 6                              | 5                                  | 4                                   | 15    | 9e   |
| 14    | Judo               | 5                              | 5                                  | 13                                  | 23    | 6e   |
| 15    | Pentathlon moderne | 4                              | 5                                  | 5                                   | 14    | 3e   |
| 16    | Voile              | 4                              | 5                                  | 3                                   | 12    | 12e  |
| 17    | Basket-ball        | 4                              | 4                                  | 4                                   | 12    | 2e   |
| 18    | Handball           | 4                              | 1                                  | 1                                   | 6     | 1er  |
| 19    | Plongeon           | 3                              | 4                                  | 6                                   | 13    | 5e   |
| 20    | Water polo         | 2                              | 2                                  | 3                                   | 7     | 5e   |
| 21    | Football           | 2                              | 0                                  | 3                                   | 5     | 5e   |
| 22    | Tir à l'arc        | 1                              | 3                                  | 3                                   | 7     | 8e   |
| 23    | Hockey sur gazon   | 0                              | 0                                  | 2                                   | 2     | 17e  |
| Total | Total              | 395                            | 319                                | 296                                 | 1010  | 2e   |

| Place | Sport               | Médaille d'or, Jeux olympiques | Médaille d'argent, Jeux olympiques | Médaille de bronze, Jeux olympiques | Total | Rang |
| 1     | Ski de fond         | 25                             | 22                                 | 21                                  | 68    | 3e   |
| 2     | Patinage de vitesse | 24                             | 17                                 | 19                                  | 60    | 4e   |
| 3     | Patinage artistique | 10                             | 9                                  | 5                                   | 24    | 3e   |
| 4     | Biathlon            | 9                              | 5                                  | 5                                   | 19    | 4e   |
| 5     | Hockey sur glace    | 7                              | 1                                  | 1                                   | 9     | 2e   |
| 6     | Luge                | 1                              | 2                                  | 3                                   | 6     | 7e   |
| 7     | Bobsleigh           | 1                              | 0                                  | 2                                   | 3     | 11e  |
| 8     | Saut à ski          | 1                              | 0                                  | 0                                   | 1     | 11e  |
| 9     | Combiné nordique    | 0                              | 1                                  | 2                                   | 3     | 12e  |
| 10    | Ski alpin           | 0                              | 0                                  | 1                                   | 1     | 22e  |
| Total | Total               | 78                             | 57                                 | 59                                  | 194   | 4e   |

## Sportifs les plus médaillés
Le record du nombre de médailles est détenu par la gymnaste Larissa Latynina qui a remporté dix-huit médailles.
Avec quinze médailles, le gymnaste Nikolay Andrianov est le sportif soviétique le plus médaillé des Jeux olympiques.
| Nom                     | Sport               | Jeux                | Médaille d'or, Jeux olympiques | Médaille d'argent, Jeux olympiques | Médaille de bronze, Jeux olympiques | Total |
| Larissa Latynina        | Gymnastique         | 1956-1960-1964      | 9                              | 5                                  | 4                                   | 18    |
| Nikolai Andrianov       | Gymnastique         | 1972-1976-1980      | 7                              | 5                                  | 3                                   | 15    |
| Boris Shakhlin          | Gymnastique         | 1956-1960-1964      | 7                              | 4                                  | 2                                   | 13    |
| Viktor Chukarin         | Gymnastique         | 1952-1956           | 7                              | 3                                  | 1                                   | 11    |
| Polina Astakhova        | Gymnastique         | 1956-1960-1964      | 5                              | 2                                  | 3                                   | 10    |
| Alexander Dityatin      | Gymnastique         | 1976-1980           | 3                              | 6                                  | 1                                   | 10    |
| Ludmilla Tourischeva    | Gymnastique         | 1968-1972-1976      | 4                              | 3                                  | 2                                   | 9     |
| Raisa Smetanina         | Ski de fond         | 1976-1980-1984-1988 | 3                              | 5                                  | 1                                   | 9     |
| Mikhail Voronin         | Gymnastique         | 1968-1972           | 2                              | 6                                  | 1                                   | 9     |
| Yuri Titov              | Gymnastique         | 1956-1960-1964      | 1                              | 5                                  | 6                                   | 9     |
| Galina Kulakova         | Ski de fond         | 1972-1976-1980      | 4                              | 2                                  | 2                                   | 8     |
| Sofia Muratova          | Gymnastique         | 1956-1960           | 2                              | 2                                  | 4                                   | 8     |
| Maria Gorokhovskaya     | Gymnastique         | 1952                | 2                              | 5                                  | 0                                   | 7     |
| Pavel Lednyov           | Pentathlon moderne  | 1968-1972-1976-1980 | 2                              | 2                                  | 3                                   | 7     |
| Lidia Skoblikova        | Patinage de vitesse | 1960-1964           | 6                              | 0                                  | 0                                   | 6     |
| Nellie Kim              | Gymnastique         | 1976-198            | 5                              | 1                                  | 0                                   | 6     |
| Olga Korbut             | Gymnastique         | 1972-1976           | 4                              | 2                                  | 0                                   | 6     |
| Elena Novikova-Belova   | Escrime             | 1968-1972-1976      | 4                              | 1                                  | 1                                   | 6     |
| Viktor Sidjak           | Escrime             | 1968-1972-1976-1980 | 4                              | 1                                  | 1                                   | 6     |
| Vladimir Nazlymov       | Escrime             | 1968-1972-1976-1980 | 3                              | 2                                  | 1                                   | 6     |
| Tamara Manina           | Gymnastique         | 1956-1960-1964      | 2                              | 3                                  | 1                                   | 6     |
| Yevgeny Grishin         | Patinage de vitesse | 1956-1960-1964      | 4                              | 1                                  | 0                                   | 5     |
| Aleksandr Tikhonov      | Biathlon            | 1968-1972-1976-1980 | 4                              | 1                                  | 0                                   | 5     |
| Nikolay Zimyatov        | Ski de fond         | 1980-1984           | 4                              | 1                                  | 0                                   | 5     |
| Valentin Muratov        | Gymnastique         | 1952-1956           | 4                              | 1                                  | 0                                   | 5     |
| Vladimir Artemov        | Gymnastique         | 1988                | 4                              | 1                                  | 0                                   | 5     |
| Galina Gorokhova        | Escrime             | 1960-1964-1968-1972 | 3                              | 1                                  | 1                                   | 5     |
| Valeriy Borzov          | Athlétisme          | 1972-1976           | 2                              | 1                                  | 2                                   | 5     |
| Viktor Klimenko         | Gymnastique         | 1968-1972           | 1                              | 3                                  | 1                                   | 5     |
| Galina Prozumenschikova | Natation            | 1964-1968-1972      | 1                              | 2                                  | 2                                   | 5     |
| Alexandre Romankov      | Escrime             | 1976-1980-1988      | 1                              | 2                                  | 2                                   | 5     |
| Alevtina Kolchina       | Biathlon            | 1956-1964-1968      | 1                              | 1                                  | 3                                   | 5     |
| Viktor Lisitsky         | Gymnastique         | 1964-1968           | 0                              | 5                                  | 0                                   | 5     |

## Note
1. ↑  Raisa Smetanina a encore remporté une médaille d'or en participant aux 1992 dans l'Équipe unifiée.